# Urdos
Urdos település Franciaországban, Pyrénées-Atlantiques megyében. Lakosainak száma 70 fő (2022. január 1.). Urdos Aísa, Ansó, Jaca, Etsaut, Laruns és Borce községekkel határos.

## Népesség
A település népessége az elmúlt években az alábbi módon változott:
| Lakosok száma | 71   | 69   | 67   | 68   | 64   | 65   | 66   | 67   | 68   | 70   |
|               | 2010 | 2013 | 2015 | 2016 | 2017 | 2018 | 2019 | 2020 | 2021 | 2022 |